# Genoveva Ricaurte Mauris
María Andrea Genoveva Ricaurte Mauris o Mauriz (Medellín, 10 de novembre de 1755 - Bogotà, novembre de 1829), coneguda també pel seu nom de casada Genoveva Ricaurte de París, va ser una independentista colombiana.

## Família
Va néixer a Medellín el 10 de novembre de 1755 en una família important originària de Bogotà, va ser filla de Rafael Ricaurte Terreros i María Ignacia Mauris Posada, a més d'estar emparentada amb altres personalitats vinculades al procés d'independència del virregnat de Nova Granada, com el seu nebot, el militar Antonio Ricaurte.
Es va casar el 1777 amb l'espanyol José Martín París Álvarez, que havia vingut des d'Espanya a Bogotà vers 1769, que va esdevenir partidari de la revolució independentista. El matrimoni va tenir una llarga descendència: Francisco, José Ignacio, Joaquín, Manuel, Ignacia, Ramón, Mariano, José María, Antonio, Joaquín i Rita.

## Independència de Nova Granada
Ricaurte va tenir un paper actiu durant el procés d'independència colombià. Quan va començar la revolta i el virrei va ser empresonat, el 14 d'agost de 1810, va formar part d'un grup de dones de Bogotà que va insistir en reclamar que el virrei i la seva muller rebessin un salconduit des de la presó on eren tancats i tornessin al palau del virrei.
Posteriorment, va ser col·laboradora dels federalistes, juntament amb alguns dels seus fills, com Mariano i Joaquín, que estaven destinats a la frontera de Veneçuela. Ricaurte va seguir el partit federalista al congrés i va figurar al capdavant de les dones simpatitzants dela causa federal. També va encarregar-se d'enviar informes freqüents de la situació de Bogotà al seu fill Mariano, perquè els fes arribar a Simón Bolívar.

### Exili i retorn
El 1816 el seu marit va ser empresonat a la presó del Rosario per Pablo Morillo, un militar enviat per Ferran VII per sufocar els moviments independentistes i que va capturar Bogotà i Cartagena, i Ricaurte i la resta de la família van ser exiliats a Facatativá el mes d'agost de 1816, tot i que probablement ella prèviament també va estar detinguda a la presó Chiquita. Per la seva banda, José Martín París va ser condemnat a mort, però va morir el mateix any a la presó, deixant vídua a Ricaurte.
El 10 d'agost de 1819, després de la batalla de Boyacá, decisiva per a l'alliberament de Nova Granada, ella i la seva neta, Dolores Vargas, van ser les primeres a saludar Simón Bolívar, i van ser convidades a sopar a casa seva. A més, Simón Bolívar va idear un pla d'ajudes a dones que havien quedat en una difícil condició econòmica a causa del procés d'independència i li va concedir una pensió anual de 300 pesos.

## Darrers anys
Els darrers anys de la seva vida va passar-los a la seva residència habitual, situada al districte de San Victorino de la capital colombiana. Va morir a Bogotà el novembre de 1829, a causa d'un panadís.